# Plebejus ferniensis
Plebejus ferniensis är en fjärilsart som beskrevs av Ralph L. Chermock 1944. Plebejus ferniensis ingår i släktet Plebejus och familjen juvelvingar. Inga underarter finns listade i Catalogue of Life.